# AZ-COM丸和MOMOTARO'S
AZ-COM丸和MOMOTARO'S（アズコムまるわモモタローズ）は、トップイーストリーグAグループの丸和運輸機関の社会人ラグビーチームである。MOMOTARO'Sは、会社のブランド名「桃太郎便」にちなむ。2023-24シーズンまでのチーム名は、丸和運輸機関AZ-MOMOTARO'S（まるわうんゆきかんアズモモタローズ）。2013年創部。本拠地は千葉県柏市で、同市の東京大学柏キャンパス内に練習グラウンド「東京大学丸和柏FUSIONフィールド」を持つ。リーグワン参入を目指すチームの一つである。

## 系列チーム
- 2016年度から2018年度まで、「丸和運輸機関ラグビー部」「ジャパンクイックサービスラグビー部（JQS momotaro RFC）」の2チーム体制だったが、2019年度からは「丸和運輸機関AZ-MOMOTARO'S」1チームとなった[7][8]。
- 丸和運輸機関の系列会社である関西丸和ロジスティックスのMARUWA LOGISTAR’Z KYOTO（旧名称:関西丸和ロジスティックスラグビー部）が、2023年からトップウェストAリーグに所属している[9]。

## グラウンド
東京大学 丸和 柏FUSIONフィールド
住所：千葉県柏市柏の葉5-1-5
東京大学の柏地区キャンパス内にあるラグビー場。丸和運輸機関の和佐見勝社長が個人として東京大学に20億円の寄付を行い整備された。2020年11月、東京大学UTSSI（スポーツ先端科学連携研究機構）と丸和運輸機関が同社ラグビーチームの強化を伴うスポーツ科学分野での共同研究契約を締結した。2022年3月完成。

## 歴史
出典
- 2013年に発足。
- 2014年、関東社会人リーグ（3部）に所属（リーグに所属したこの年を創部初年としている[14]）。全勝優勝・入替戦勝利で、2部昇格が決定。
- 2016年、専用グラウンドを埼玉県吉川市に設置。関東社会人リーグ2部の「丸和運輸機関ラグビー部」、同3部の「ジャパンクイックサービスラグビー部」の2チーム体制となる。「丸和運輸機関」は1部へ昇格。
- 2017年、「丸和運輸機関」がトップイーストリーグのディビジョン2へ昇格。トップリーグから数えて4部相当。
- 2018年、「ジャパンクイックサービスラグビー部」は「JQS momotaro RFC」として関東社会人2部で活動し、活動終了[8]。
- 2019年に、会社ブランド名「桃太郎便」にちなみ、チーム名を「丸和運輸機関AZ-MOMOTARO'S」とし、ロゴなどを制定[15]。トップイーストリーグのディビジョン2で1位になるも、昇格ならず。
- 2020年からのトップイースト再編成により、トップイーストリーグのCグループとなる。
- 2020年、東京大学スポーツ先端科学連携研究機構[12]と共同研究契約を締結[6][13]。
- 2021年、トップイーストリーグCグループを全勝優勝。入替戦も勝利し、トップイーストリーグBグループへ昇格。
- 2022年、東京大学柏キャンパス内（千葉県柏市）にラグビー場2面を持つ「東京大学 丸和 柏FUSIONフィールド」が竣工し、2023年春に天然芝グラウンドも整備完了[16][17]。
- 2023年、トップイーストリーグBグループで2位。入替戦に勝利し、トップイーストリーグAグループへ昇格を決める。
- 2024年、チーム名を「AZ-COM丸和MOMOTARO'S（アズコム丸和モモタローズ）」とする[1][2][3]。丸和運輸機関の親会社「AZ-COM丸和ホールディングス」にちなむ。GM兼監督に細谷直、ヘッドコーチに伊藤宏明が就任。
- 2025年7月までに、ジャパンラグビーリーグワン2026-27シーズン加入申請を行った。2025年10月までにリーグワンからのフィードバックが行われ、2026年1月末までに参入チームが決定する[4]。「JAPAN RUGBY LEAGUE ONE 新規参入チームの受け入れ (2025年)」も参照。

## タイトル
最上位リーグ
なし
下位リーグ
- トップイーストリーグAグループ　優勝：1回（2024）
- トップイーストリーグDiv.2　優勝：1回（2019）
- トップイーストリーグBグループ　優勝：1回（2022）
- トップイーストリーグCグループ　優勝：1回（2021）
- 関東社会人リーグ1部　優勝：1回（2017）

その他
- トップイーストリーグ春季交流戦トーナメント 優勝：1回（2025）

## 成績

### リーグ戦戦績
- 2014-15 関東社会人リーグ3部 Bブロック 優勝（5勝）、入れ替え戦：勝利、関東社会人リーグ2部昇格
- 2015-16 関東社会人リーグ2部 Dブロック 2位（4勝1敗）
- 2016-17 関東社会人リーグ2部 Bブロック 優勝（6勝）、関東2部順位決定戦：2位、関東1部・2部順位決定戦：3位、関東社会人リーグ1部昇格[18]
- 2017-18 関東社会人リーグ1部 優勝（6勝1分）、トップイースト2部・関東1部順位決定戦：3位、トップイーストリーグDiv.2昇格[19]
- 2018-19 トップイーストリーグDiv.2 5位（3勝3敗1分）
- 2019-20 トップイーストリーグDiv.2 優勝（5勝2敗）、順位決定戦：3位、リーグ再編に伴いトップイーストリーグCグループへ参入[20]
- 2020-21 リーグ戦中止
- 2021-22 トップイーストリーグCグループ 優勝（7勝）、入替戦：勝利、トップイーストリーグBグループ昇格
- 2022-23 トップイーストリーグBグループ 優勝（6勝2敗）、入替戦：敗北、トップイーストリーグBグループ残留
- 2023-24 トップイーストリーグBグループ 2位（5勝3敗）、入替戦：勝利、トップイーストリーグAグループ昇格
- 2024-25 トップイーストリーグAグループ 優勝（7勝1敗）、3地域社会人リーグ順位決定戦：準優勝

## 主な選手
出典
- 木津武士 - 2024年度プレイングコーチ[1]
- 眞野拓也[22]